# Estereoespecificidad
Una reacción es estereoespecífica si reactivos que difieren sólo en su estereoisomería son transformados preferente o exclusivamente en productos que se diferencian también sólo en su estereoisomería. Esto es, la estereoquímica de los reactivos de partida condiciona la estereoquímica de los productos resultantes.
Por ejemplo, la adición concertada del dibromocarbeno (:CBr2) al doble enlace, por una de las caras del plano que contiene al alqueno, conduce en el cis-2-buteno al ciclopropano cis (los dos grupos metilo situados en la misma cara), mientras que la adición sobre el trans-2-buteno genera la mezcla racémica del producto trans (cada grupo metilo situado en la cara opuesta del ciclopropano).
Por tanto, la estereoespecificidad deriva del mecanismo de la reacción. Esto quiere decir que la estereoquímica de los productos está determinada por la manera en que transcurre mecanísticamente la reacción.